# Temporada 1976-77 de los New York Knicks
La temporada 1976-77 fue la trigésimo primera de los New York Knicks en la NBA. La temporada regular acabó con 40 victorias y 42 derrotas, ocupando el séptimo puesto de la conferencia, no logrando clasificarse para los playoffs.

## Elecciones en elDraft
| Ronda | Puesto | Jugador        | Posición  | Nacionalidad   | Universidad  |
| ----- | ------ | -------------- | --------- | -------------- | ------------ |
| 2     | 25     | Lonnie Shelton | Ala-Pívot | Estados Unidos | Oregon State |

## Temporada regular
| División Central     | División Central | División Central | División Central | División Central | División Central | División Central | División Central | División Central |
| Equipo               | G                | P                | %                | PD               | Casa             | Fuera            | Div              |                  |
| -------------------- | ---------------- | ---------------- | ---------------- | ---------------- | ---------------- | ---------------- | ---------------- | ---------------- |
| y-Philadelphia 76ers | 50               | 32               | .610             | –                | 32-9             | 18-23            | 11-5             |                  |
| x-Boston Celtics     | 44               | 38               | .537             | 6                | 28-13            | 16-25            | 9-7              |                  |
| New York Knicks      | 40               | 42               | .488             | 10               | 26-15            | 14-27            | 8-8              |                  |
| Buffalo Braves       | 30               | 52               | .366             | 20               | 23-18            | 7-34             | 6-10             |                  |
| New York Nets        | 22               | 60               | .268             | 28               | 10-31            | 12-29            | 6-10             |                  |

## Estadísticas
| Rk | Jugador         | Edad | P  | PT | MP   | TC   | TCI  | %TC  | TL  | TLI | %TL  | RO  | RD   | RT   | AS  | RB  | TAP | BP | FP  | PTS  |
| -- | --------------- | ---- | -- | -- | ---- | ---- | ---- | ---- | --- | --- | ---- | --- | ---- | ---- | --- | --- | --- | -- | --- | ---- |
| 1  | Bob McAdoo      | 25   | 52 |    | 39.1 | 10.7 | 20.1 | .534 | 5.2 | 6.9 | .757 | 2.6 | 10.2 | 12.7 | 2.7 | 1.2 | 1.3 |    | 3.6 | 26.7 |
| 2  | Walt Frazier    | 31   | 76 |    | 35.4 | 7.0  | 14.3 | .489 | 3.4 | 4.4 | .771 | 0.7 | 3.2  | 3.9  | 5.3 | 1.7 | 0.1 |    | 2.6 | 17.4 |
| 3  | Earl Monroe     | 32   | 77 |    | 34.5 | 8.0  | 15.4 | .517 | 4.0 | 4.8 | .839 | 0.6 | 2.3  | 2.9  | 4.8 | 1.2 | 0.3 |    | 2.6 | 19.9 |
| 4  | John Gianelli   | 26   | 19 |    | 33.2 | 4.5  | 9.6  | .473 | 1.8 | 2.5 | .729 | 3.2 | 6.2  | 9.4  | 1.4 | 0.7 | 1.5 |    | 2.8 | 10.9 |
| 5  | Spencer Haywood | 27   | 31 |    | 32.9 | 6.5  | 14.5 | .450 | 3.5 | 4.2 | .832 | 2.5 | 6.5  | 9.0  | 1.6 | 0.5 | 0.9 |    | 2.3 | 16.5 |
| 6  | Jim McMillian   | 28   | 67 |    | 32.2 | 4.4  | 9.6  | .464 | 1.0 | 1.3 | .779 | 1.0 | 3.6  | 4.6  | 2.1 | 0.9 | 0.1 |    | 1.5 | 9.9  |
| 7  | Lonnie Shelton  | 21   | 82 |    | 25.7 | 4.9  | 10.2 | .476 | 1.9 | 2.7 | .707 | 2.7 | 5.0  | 7.7  | 1.8 | 1.5 | 1.2 |    | 4.4 | 11.6 |
| 8  | Tom McMillen    | 24   | 56 |    | 21.8 | 4.1  | 8.4  | .486 | 1.3 | 1.6 | .805 | 1.5 | 4.1  | 5.7  | 0.9 | 0.2 | 0.1 |    | 2.4 | 9.4  |
| 9  | Butch Beard     | 29   | 70 |    | 15.5 | 2.1  | 4.2  | .505 | 1.1 | 1.6 | .688 | 0.7 | 1.6  | 2.3  | 2.1 | 0.8 | 0.1 |    | 2.0 | 5.3  |
| 10 | Mel Davis       | 26   | 22 |    | 15.5 | 1.9  | 5.0  | .373 | 1.0 | 1.4 | .710 | 1.4 | 3.2  | 4.5  | 1.1 | 0.4 | 0.0 |    | 2.0 | 4.7  |
| 11 | Bill Bradley    | 33   | 67 |    | 15.3 | 1.9  | 4.1  | .464 | 0.5 | 0.6 | .810 | 0.4 | 1.1  | 1.5  | 1.9 | 0.4 | 0.1 |    | 1.8 | 4.3  |
| 12 | Mo Layton       | 28   | 56 |    | 13.7 | 2.4  | 4.9  | .484 | 1.0 | 1.3 | .795 | 0.2 | 0.6  | 0.8  | 2.8 | 0.4 | 0.1 |    | 1.6 | 5.8  |
| 13 | Phil Jackson    | 31   | 76 |    | 13.6 | 1.3  | 3.1  | .440 | 0.7 | 0.9 | .718 | 1.0 | 2.0  | 3.0  | 1.1 | 0.4 | 0.2 |    | 2.4 | 3.4  |
| 14 | Neal Walk       | 28   | 11 |    | 12.3 | 2.5  | 5.2  | .491 | 0.5 | 0.6 | .857 | 0.5 | 2.0  | 2.5  | 0.5 | 0.4 | 0.3 |    | 2.0 | 5.6  |
| 15 | Ticky Burden    | 23   | 61 |    | 10.0 | 2.4  | 5.8  | .420 | 0.8 | 1.4 | .600 | 0.4 | 0.7  | 1.1  | 1.0 | 0.8 | 0.0 |    | 1.4 | 5.7  |
| 16 | Dean Meminger   | 28   | 32 |    | 7.9  | 0.5  | 1.1  | .417 | 0.4 | 0.7 | .565 | 0.4 | 0.4  | 0.8  | 0.9 | 0.3 | 0.0 |    | 0.5 | 1.3  |

## Galardones y récords
| Jugador     | Galardón |
| Earl Monroe | All-Star |